# میرکو استفانی
میرکو استفانی (ایتالیایی: Mirko Stefani؛ زادهٔ ۲۵ ژانویهٔ ۱۹۸۴) بازیکن فوتبال اهل ایتالیا است.

## باشگاهی
از باشگاه‌هایی که در آن بازی کرده‌است می‌توان به باشگاه فوتبال پارما، باشگاه فوتبال مسینا، باشگاه فوتبال کرمونزه، باشگاه فوتبال فروزینونه، باشگاه فوتبال رجانا، و باشگاه فوتبال آ.ث. میلان اشاره کرد.

## تیم ملی
وی همچنین در تیم‌های ملی فوتبال زیر ۱۷ سال ایتالیا، زیر ۱۸ سال ایتالیا، زیر ۱۹ سال ایتالیا، و زیر ۲۰ سال ایتالیا بازی کرده‌است.